# Caras argentinas
 Caras argentinas  es una película de Argentina en blanco y negro dirigida por Carmelo Santiago según guion de Héctor Canziani y Manuel Barberá que se estrenó el 18 de mayo de 1939 y que tuvo como protagonistas a Francisco de Paula, Aída Vignan, Héctor Vargas y Miriam Seni. Único filme de este director, interpretada por actores en ese momento desconocidos, que surgieron de un concurso, entre los cuales estaban quienes luego se destacaron: Francisco de Paula y Elisa Cgristian Gallvé.
Esa película fue protagonizada por Héctor Vargas! ganador del concurso " En busca de un nuevo Gardel".
Por favor, es un acto de justicia y reconocimiento.
Fue un eximio cantante, con registro de barítono y alta calidad interpretativa. Bueno sería que investiguen mejor.

Su hija, Viviana Moinelo.

## Sinopsis
Un cantante joven para librarse del acoso de una mujer mayor le hace creer que tiene como novia a quien a la postre será su esposa.

## Reparto
- Francisco de Paula
- Aída Vignan
- Héctor Vargas
- Miriam Seni
- Ernesto Silva
- Lucio Quiroga
- Lita Morales
- Armando Fortunato
- Eulalia Sarrat
- Miguel Leme
- Elisa Christian Galvé
- Zape
- Jaime Font Saravia
- Senda
- José De Ángelis